# Alexis Steimbach
Alexis Steimbach (Coronel Suárez, provincia de Buenos Aires, 25 de julio de 2002) es un futbolista argentino. Juega de volante y su equipo actual es Tristán Suárez, de la Primera Nacional, a préstamo de Gimnasia y Esgrima La Plata.

## Trayectoria

### Gimnasia y Esgrima La Plata
Alexis Steimbach llegó a la institución platense en 2021, cuando se encontraba jugando en Boca Juniors de Coronel Suárez, equipo de su ciudad. En 2022 firmó su primer contrato profesional hasta diciembre de 2025. Debutó profesionalmente el 23 de agosto de 2022 en el empate sin goles ante Aldosivi, ingresando a los 27 minutos del segundo tiempo por Benjamín Domínguez.
Para la temporada siguiente, tendría más participación en el plantel profesional, aunque jugaría solo 16 partidos (en el ámbito local), empezando en ocho de ellos como titular. Jugaría por primera vez un torneo internacional, con la clasificación del Lobo a la Copa Sudamericana. El volante jugó frente a Goiás, de Brasil, en dos ocasiones.
En total durante su primera etapa en el club, Steimbach jugó 28 encuentros y no convirtió ningún tanto.

### Quilmes
Para lograr continuidad, Steimbach es presentado como nuevo jugador de Quilmes, equipo de la Primera Nacional. Firmó su contrato a préstamo hasta diciembre de 2024 con opción de compra. En junio de 2024 regresa a Gimnasia y Esgrima La Plata sin haber obtenido titularidad ni continuidad en Quilmes.

## Estadísticas

### Clubes
| Gimnasia y Esgrima La Plata Argentina | 1.ª                 | 2022                | 9  | 0 | 0 | 0 | - | - | 9  | 0 | 0    |
| Gimnasia y Esgrima La Plata Argentina | 1.ª                 | 2023                | 12 | 0 | 5 | 0 | 2 | 0 | 19 | 0 | 0    |
| Gimnasia y Esgrima La Plata Argentina | Total club          | Total club          | 21 | 0 | 5 | 0 | 2 | 0 | 28 | 0 | 0    |
| Quilmes Argentina | 2.ª                 | 2024                | 13 | 0 | 1 | 0 | - | - | 14 | 0 | 0    |
| Quilmes Argentina | Total club          | Total club          | 13 | 0 | 1 | 0 | - | - | 14 | 0 | 0    |
| Tristán Suárez Argentina | 2.ª                 | 2024                | 15 | 4 | - | - | - | - | 15 | 4 | 0.27 |
| Tristán Suárez Argentina | 2.ª                 | 2025                | 25 | 0 | - | - | - | - | 25 | 0 | 0    |
| Tristán Suárez Argentina | Total club          | Total club          | 40 | 4 | - | - | - | - | 40 | 4 | 0.1  |
| Total en su carrera | Total en su carrera | Total en su carrera | 74 | 4 | 6 | 0 | 2 | 0 | 82 | 4 | 0.05 |
| (1) Las copas nacionales se refiere a la Copa Argentina y a la Copa de la Liga Profesional. (2) Las copas internacionales se refiere a la Copa Libertadores y a la Copa Sudamericana. (3) Media de goles por encuentro. No incluye goles en partidos amistosos. |                     |                     |    |   |   |   |   |   |    |   |      |